# 日本国憲法第9条
日本国憲法 第9条（にほんこくけんぽう だい9じょう）は、日本国憲法の条文の一つ。憲法前文とともに三大原則の一つである平和主義を規定しており、この条文だけで憲法の第2章「戦争の放棄」を構成する。この条文は、憲法第9条第1項の内容である「戦争の放棄」（戦争放棄）、憲法第9条第2項前段の内容である「戦力の不保持」（戦力不保持）、憲法第9条第2項後段の内容である「交戦権の否認」の3つの規範的要素から構成されている。

## 条文
日本国憲法 - e-Gov法令検索

第二章　戦争の放棄
第九条　日本国民は、正義と秩序を基調とする国際平和を誠実に希求し、国権の発動たる戦争と、武力による威嚇又は武力の行使は、国際紛争を解決する手段としては、永久にこれを放棄する。
②　前項の目的を達するため、陸海空軍その他の戦力は、これを保持しない。国の交戦権は、これを認めない。
CHAPTER II. RENUNCIATION OF WAR
Article 9. Aspiring sincerely to an international peace based on justice and order, the Japanese people forever renounce war as a sovereign right of the nation and the threat or use of force as means of settling international disputes.
② In order to accomplish the aim of the preceding paragraph, land, sea, and air forces, as well as other war potential, will never be maintained. The right of belligerency of the state will not be recognized.

## 解説
日本国憲法第2章「戦争の放棄」の条文。条文は一つだけで、戦争放棄・戦力の不保持・交戦権の否認が規定されている。第9条により「非戦憲法」、「戦争放棄条項」と呼ばれる。「自衛権」については放棄していないとされる。

### 平和主義と資本主義
第二次世界大戦後に平和主義を提唱している憲法は日本国憲法、フランス共和国憲法、イタリア共和国憲法などがあり、これらに伴い平和的生存権も注目されるようになった。日本やフランスなど西側諸国の憲法は「資本主義憲法」（市民憲法）に分類されており、『世界大百科事典』では、現代世界における支配的な平和の一つは「パックス・エコノミカ」（経済による平和）だとされている。
様々な形で憲法に平和主義条項を入れている国は世界に124ヶ国に及ぶという。平和主義憲法が日本国憲法だけという考えは間違いである。
そして、平和主義＝非武装と考えている国は皆無で永世中立を宣言し常備軍の不保持を明記しているスイスにおいてもいざという時の連邦軍を定め、国民には兵役を課しているという。

### 防衛省・自衛隊
防衛省・自衛隊は『防衛白書』（2023年）で次の通り述べている。

わが国の安全保障・防衛政策 … わが国の安全保障と防衛の基本的考え方 …
憲法と防衛政策の基本 … 憲法と自衛権
　わが国は、第二次世界大戦後、再び戦争の惨禍を繰り返すことのないよう決意し、平和国家の建設を目指して努力を重ねてきた。恒久の平和は、日本国民の念願である。この平和主義の理想を掲げる日本国憲法は、第9条に戦争放棄、戦力不保持、交戦権の否認に関する規定を置いている。もとより、わが国が独立国である以上、この規定は、主権国家としての固有の自衛権を否定するものではない。政府は、このようにわが国の自衛権が否定されない以上、その行使を裏づける自衛のための必要最小限度の実力を保持することは、憲法上認められると解している。
　このような考えに立ち、わが国は、憲法のもと、専守防衛をわが国の防衛の基本的な方針として実力組織としての自衛隊を保持し、その整備を推進し、運用を図ってきている。

### 安全保障の学説
憲法の予定する安全保障の方式について、学説は、憲法の絶対的平和主義から世界連邦主義、非武装中立主義、国連による安全保障主義等を要請しているとする説が有力である。しかし、政府が選択している安全保障の方式は、自衛隊の容認と地域的・個別的な安全保障に属するとされる日米安全保障条約の方式であるが、これを支持する学説もある。
一国が他国によって急迫不正の侵害を受けた時、そうした侵害がないときには国際法上違法とされる行為であっても、侵害を排除するためにとった必要最低限度の実力行使は国際法上違法とはならないとされる。
これが自衛権であり、国家に固有の権利として、条約や憲法によっても放棄することのできない権利として認められている。自衛権の放棄を認めることは国家の自己否定であり、国家を前提に存在する国際法や憲法によって放棄したり、否定できるような性質のものではないからである。
複雑な対立を見せる学説・判例の状況において、日本国は独立国として自衛権をもつという点では今日においては一致している。
集団的自衛権については2014年（平成26年）7月1日、国家安全保障会議及び閣議の「国の存立を全うし、国民を守るための切れ目のない安全保障法制の整備について」の決定により、密接な関係にある他国への攻撃であり、国民の生命、自由及び幸福追求の権利が根底から覆される明白な危険がある場合などに限って必要最小限度の範囲で集団的自衛権も行使可能とする政府見解となっている  。

## 沿革

### 本条の淵源
本条の淵源については、立法経緯が複雑であることもあって様々な議論がある。憲法9条の発案において、その背景にあった、主な動機は、「連合国が参加する極東委員会の中の、中華民国・オーストラリア・フィリピン・ソビエト社会主義共和国連邦などの国家や、アメリカ国内世論 からの『天皇制の保持』に対する批判を逸らす為であった。」という見解で、日本人もアメリカ人の学者も一致する傾向がある、とされる。

#### 発案者をめぐる議論
このような条文を、憲法に盛り込む事が、一体誰の発案であったのかが議論になることがある。
- 幣原喜重郎の発案によるとする説[26]

マッカーサーは1951年5月5日のアメリカ議会上院軍事外交合同委員会での証言、1962年（昭和37年）12月10日の内閣憲法調査会の高柳賢三会長への書簡、1964年（昭和39年）の自身の回想録の中で本条は幣原喜重郎の発案によるものであると語っている。
- マッカーサー主導で起案されたとする説[28][29]
- 幣原の発言を受けてマッカーサーが骨子を決定したとする説[25]
- チャールズ・L・ケーディスの発案によるとする説
- 昭和天皇と国民の総意に基づいて生まれたという説[30]
- 憲法調査会事務局が編集した『帝国弁護士会の憲法改正案』には、「（君民一体に淵源する）統治権の発動として行ふ戦争及び武力による威嚇及び武力の行使を他国との間の紛争解決の具とすることは永久にこれを放棄す　陸海空軍其の他の戦力は之を保持せず国の交戦権は之を行わず」という、文言が相似の草案がある[31]。

1946年1月のマッカーサー元帥と幣原首相との会話はじつは「世界中が戦力をもたない」という理想論を述べただけであり、日本だけに限定して戦争放棄を語ったのではないという指摘もある（週刊文春1981年3月26日号、幣原道太郎氏の手記「日本国憲法制度の由来」中の羽室メモより）。
９条を起草したケーディス氏は当時、国連は国際紛争を解決手段の戦争を放棄しており、将来的な日本の国連加盟のことを考えて国連と同じ戦争の放棄を憲法の中にうたうことを考えたのではないかと予測している。

### 不戦条約
ハーグ平和会議の開催（1899年（明治32年）、1907年（明治40年））など19世紀末から、国際法上において侵略戦争を実定法により規制し平和を確保するための努力が進められ、国際連盟規約（1919年（大正8年））、ジュネーヴ議定書（1924年（大正13年））、不戦条約（パリ不戦条約、戰爭抛棄に關する條約）などが締結された。このうち不戦条約は第一次世界大戦後の1928年（昭和3年）に多国間で締結された国際条約である。同条約では国際紛争を解決する手段としての戦争を放棄し、紛争は平和的手段により解決することなどを規定した。
日本国憲法第9条第1項の「国際紛争を解決する手段としては」の文言の解釈については、不戦条約にある「國際紛爭解決ノ爲」の文言との関係をどうみるべきかという観点から学説は分かれており、憲法第9条全体の解釈として一切の戦争を放棄しているとするのであれば「国際紛争を解決する手段としては」の文言についても不戦条約等の国際法上の用例に拘泥すべきでないとする説 と憲法9条は平和という国際関係と密接な関連性を有するもので「国際紛争を解決する手段としては」の文言についても不戦条約等の国際法上の用例を尊重すべきであるとする説 が対立している。
9条の草案を起草したケーディス氏はケロッグ・ブリアン条約ができた時、法律学校にいたが、これは世界の歴史の一大転機になると感じ、その内容を暗記までするほどに強い影響を受けていたと証言している。彼が第九条の起草を引き受けたのはパリ不戦条約の精神を生かせるだろうからと考えたからであると述べている。
このパリ不戦条約にはアメリカにより自衛権の留保条件がつけられており、ケーディス氏もそれが無意識に頭の片隅にあり、日本にも固有の自衛権はあると考えた可能性があると自身で語っている。

### ポツダム宣言
日本国憲法第9条の立法に至る背景には、大西洋憲章（1941年）、ポツダム宣言（1945年）、SWNCC228文書（1946年）などが挙げられる。このうち1945年（昭和20年）7月26日に発表されたポツダム宣言では、日本軍の武装解除とともに、再軍備の防止を示唆する条項が盛り込まれた。

### 憲法改正要綱とマッカーサー・ノートとGHQ原案
終戦後、憲法改正に着手した日本政府は大日本帝国憲法の一部条項を修正した、陸海軍をまとめて「軍」とする、軍事行動には議会の賛成を必要とする、という規定のみを盛り込んで済ませるつもりであった。
1946年（昭和21年）2月8日に憲法問題調査委員会（松本烝治委員長）がGHQに提出した「憲法改正要綱」（松本案）では次の条文となっている。
これに対して、連合国軍最高司令官総司令部（GHQ）では戦争と軍備の放棄の継続が画策されていた。その意思は、憲法草案を起草するに際して守るべき三原則として、最高司令官ダグラス・マッカーサーがホイットニー民政局長（憲法草案起草の責任者）に示した「マッカーサー・ノート」に表れている。その三原則のうちの第二原則は以下の通り。
この指令を受けて作成された「GHQ原案」（マッカーサー草案）には次の条文が含まれていた。なお、この段階では現行の9条に相当する条文は8条に置かれていた。
次のような点でGHQ原案はマッカーサー・ノートとは異なる。
1. マッカーサー・ノート第二原則第2文「even for preserving its own security（自己の安全を保持するための手段としてさえも）」に該当する部分が削除された。
これはすべての国は自国を守る固有の権利を有しており、自衛権の存在・行使を明文で否定することは不適当であるとGHQ原案の作成にあたった運営委員会の法律家らが考えたためとされる[47]。マッカーサーも後年の回想録の中で憲法9条は自衛権まで放棄したものではないと述べている（「憲法9条は、国家の安全を維持するため、あらゆる必要な措置をとることをさまたげていない」「第9条は、ただまったく日本の侵略行為の除去だけを目指している。私は憲法採択の際、そのことを言明した」『マッカーサー回顧録』[48]）[49][50]。
2. 「The threat or use of force（武力による威嚇又は使用）」の文言が加えられた。
これは前年に国際連合原加盟国によって調印されていた国連憲章2条4を受けたものとされている[47][51]。
3. 「forever（永久に）」の文言が加えられた。
4. マッカーサー・ノート第二原則第3文に該当する部分については修正ののち前文第2項冒頭に回されることとなった。
5. マッカーサー・ノート第二原則第4文に該当する部分については段落を分けないこととした。
6. 「other war potential（その他の戦力）」の文言が加えられた。
これは第一次世界大戦以後の戦争が国家の総力戦となったことを意識したものとされている[52]。
7. 「any japanese force（日本軍）」から「the state（国）」に文言がそれぞれ変更された。

なお、GHQ案の第一次案では二段落構成から一段落構成に改められていたが、最終案では二段落構成に戻されている。
連合国軍総司令部でこの箇所の条文化に当たったのはチャールズ・L・ケーディス大佐（民政局次長）であった。
かれは「自己の安全を保持するための戦争」の部分は非現実的だと考えて削除し、「国際紛争を解決するための手段としての戦争」のみを残した。
1981年4月9日に古森義久氏が当時、存命だった元GHQ民政局次長のチャールズ・L・ケーディス氏にインタビューを行った。
ケーディス氏はホイットニー将軍から渡されたマッカーサーノートには「自国の安全を維持するためでさえも」戦争を放棄する、と書かれてあったが、ケーディス氏は「すべての国は自己保存のための固有の自衛の権利を持っている」との考えからこの箇所は道理に合わないと思い憲法9条の草案を書く時にあえて削除したと証言している。この点についてケーディス氏ははっきりと記憶しているとし、のちに上司であるホイットニー将軍からその件を問い詰められると「それが現実的でなかったから削除したのです」「一国が外国から侵略を受けてもなお自国を防衛することができない、などいかにして主張することができるでしょうか」と主張したと証言している。
古森氏の「その字句を故意に削除するということは、あなたがやったわけですね」という問いにケーディス氏は「そうです。私が削除しました」とはっきり答えている。

### 3月2日案と3月5日案
GHQ原案を受けて日本政府が起草した3月2日案では次の文章となっている。
次のような点で3月2日案はGHQ原案とは異なる。
1. 第1章に条文が追加されたため、第2章の第8条であった本条は繰り下がって第9条となった。
2. 第1項の第1文と第2文はつなげられ一つの文となった。
3. 「他国トノ間ノ争議ノ解決ノ具トスルコトハ」の文言が戦争にもかかるように解釈しうることとなった。
4. 「廃棄」から「廃止」に改められた。
5. 第2項の最後の部分が「之ヲ認メズ」に改められた。

さらに議論が重ねられ、3月5日案では次の文章となっている。
次のような点で3月5日案は3月2日案とは異なる。
1. 「国家ノ主権ニ於テ行フ戦争」という表現に改められた。
2. 「他国トノ間ノ争議ノ解決ノ具トスルコトハ」の文言について、国家の主権において行う戦争と武力の威嚇・行使とが「及」で結ばれることとなったため、国家の主権において行う戦争にもかかることが明確になった。
3. 「廃止」から「抛棄」に改められた。
4. 第2項は「之ヲ許サズ」、「認メズ」と分けて書き改められた。

### 憲法改正草案要綱
1946年（昭和21年）3月6日に政府案として発表された「憲法改正草案要綱」には次の文章が含まれている。

### 憲法改正草案
1946年（昭和21年）4月17日に政府案として発表され枢密院に諮詢された「憲法改正草案」では次の条文となっている。
次のような点で憲法改正草案は要綱とは異なる。
1. 条文が口語化された。
2. 「戦争及」を「戦争と」に改めた。
3. 「具」を「手段」に改めた。
4. 第2項は二つの文に分離された。
5. 「之ヲ」の文言を取り除き、第二項について「許されない」、「認められない」とした。
6. 表題を「戦争の抛棄」とした。

枢密院での審議を受け、政府が若干の修正を行った上で1946年（昭和21年）5月25日に改めて枢密院に諮詢した案では次の条文となっている。

### 衆議院での審議と芦田修正
憲法改正草案の案文は枢密院で可決され、1946年（昭和21年）6月25日に衆議院に上程された。そして、芦田均が委員長を務める衆議院帝国憲法改正案委員小委員会においていわゆる芦田修正が加えられた。
芦田修正は第90回帝国議会の衆議院帝国憲法改正小委員会での審議過程 において第9条に加えられた修正であり、第1項冒頭に「日本国民は、正義と秩序を基調とする国際平和を誠実に希求し」の文言を加えた。これは1946年2月3日にマッカーサーがホイットニー民政局長に示したマッカーサー・ノート における「日本はその防衛と保護を、今や世界を動かしつつある崇高な理想に委ねる」が復活したもので、憲法前文第2項の「平和を愛する諸国民の公正と信義に信頼して、われらの安全と生存を保持しようと決意した」と一連のものであると考えられる。
第2項冒頭に「前項の目的を達するため」の文言を入れた修正を指す。特に第2項冒頭の修正を指して用いられることもある。
第90回帝国議会の衆議院帝国憲法改正小委員会は1946年（昭和21年）7月25日から8月20日にかけて13回にわたって開催された。帝国議会に提出された際の憲法改正案の案文は次のようなものである。
この案文については、積極的な印象がなく自主性が乏しいとの意見が出されたため、7月29日に芦田委員長は次のような試案を提示した。
このうち「声明す」の文言については文語体であり口語体の条文にはふさわしくないとして「宣言する」に改められた。7月30日の小委員会は金森国務大臣が出席して開かれたが、この段階での試案の案文は次のようなものとなっていた。
この試案では原案（政府案）における第1項と第2項の順序が入れ替えられていたが、犬養健議員から第1項と第2項の順序をもとの原案（政府案）のままに戻し、その冒頭に「日本国民は・・・」の文言を入れてはとの提案がなされた。このほか、語尾の「宣言する」について、言い放つことで自主性が出るとして、「放棄する」に修正された。また、「抛棄」の字句が漢字制限の関係で「放棄」に改められた。その結果として次のような法文となった。
1946年（昭和21年）8月24日、衆議院本会議での委員長報告において芦田均はいわゆる芦田修正について「戦争抛棄、 軍備撤退ヲ決意スルニ至ツタ動機ガ、 専ラ人類ノ和協、 世界平和ノ念願ニ出発スル趣旨ヲ明カニセントシタ」ものであると述べている。その後、この修正について芦田は、自衛戦力を放棄しないための修正であり、このことは小委員会の会議録にも書かれていると発言している。ところが、のちに公開された小委員会の速記録
や『芦田均日記』からは修正の意図がこのような点にあったかは必ずしも実証的には確認できないといわれる。ただし、国際法の専門家である芦田が自衛のための戦力保持の可能性を生じることとなった点について気付いていなかったとは思われないとみる見方もある。このようなこともあって芦田の真意は未だに謎とされている。
芦田の真意の問題は別として、総司令部や極東委員会は芦田修正の結果として「defence force」を保持することが解釈上可能になったと考えられるようになったといわれる。
芦田均は国際法にも精通した人物であった。
彼は1946年の自身の著作（『新憲法解釈』）において国際法の観点から憲法9条は侵略戦争は認めないが「自衛のための戦争と武力行使はこの条項によって放棄されたのではない。又侵略に対して制裁を加へる場合も、この条項の適用外である」
と述べており、芦田の説明は当初から一貫している。憲法学主流派が芦田が芦田修正の10年後に自衛権の留保を思いついたとする物語は嘘だする指摘もある。
芦田修正について総司令部からの異議はなかったといわれる。これに対して極東委員会の反応は異なっていた。芦田修正については、自衛（self-defence）を口実とした軍事力（armed forces）保有の可能性があるとした極東委員会の見解 が有名であり、この見解の下、芦田修正を受け入れる代わりに、文民統制条項（civilian）を入れるよう、GHQを通して日本国政府に指示し、憲法第66条第2項が設けられることとなった。
芦田修正を許可した民生局次長のケーディス大佐は芦田氏の意図を「将来の国連の平和維持軍に日本が参加すること」と「自国防衛の権利を明確にするため」だと理解していたと証言している。

#### 日本共産党の反対
8月24日、衆議院本会議での採決の日、日本共産党の野坂参三は
「現在の日本にとって、これは一個の空文にすぎない。日本共産党は、一切を犠牲にして、わが民族の独立と繁栄のために奮闘する決意をもっているのであります。要するに当憲法第二章は、わが国の自衛権を放棄して民族の独立を危うくする危険がある。それゆえにわが党は民族独立のためにこの憲法に反対しなければならない」と述べ日本国憲法と第９条に反対の意見を述べている。

### 貴族院での審議と文民条項
貴族院では本条については修正されずこの案が最終的なものとなったが、本条の芦田修正との関係で貴族院での審議において憲法66条2項に文民条項が挿入されることとなった。
当初、このような条項を挿入することについては、軍隊のない日本においては無用であるとの議論もあった。金森国務大臣は「civilian」を「過去において職業軍人の経歴を有しない者」を意味するとの理解のもとに交渉にあたっていたが、新しい訳語をあてるべきと考えられたため、川村竹治委員の提案した「文民」の訳語をあてることとなった。そして、文民条項（日本国憲法第66条第2項）については、1946年（昭和21年）9月に普通選挙制（日本国憲法第15条第3項）とともに貴族院での審議を通して挿入されることとなった。
「文民」の意味については、軍人ではない者を意味するとする説 や職業軍人の経歴を持たない者を意味する説 などが唱えられている。これらの説に対しては、憲法9条により一切の軍が存在しないのであれば「軍人」というものはありえないので憲法66条第2項の文民条項は説明困難となり、仮に「文民」を職業軍人としての経歴を持たない者を指すとするならば憲法66条第2項の文民条項は経過規定として補則の章に置かれるべき規定だったということになると齟齬を指摘する見解もある。この憲法66条第2項の文民条項の存在については、限定放棄説の立場からその論拠として示されることがあり、百里基地訴訟第一審では憲法9条第2項前段の解釈において「「前項の目的」とは第一項全体の趣旨を受けて侵略戦争と侵略的な武力による威嚇ないしその行使に供しうる一切の戦力の保持を禁止したものと解するのが相当であって、みぎ第一項の「国際平和を誠実に希求」するとの趣旨のみを受けて戦力不保持の動機を示したものと解することは困難である。このような見解のもとにおいてこそ、憲法第六六条第二項の、いわゆる文民条項の合理的存在理由をみいだすことができるのである」と判示している。これに対し全面放棄説の立場からは、この規定の存在意義について、制定時の貴族院の審議では9条との関係では無用のものと考えられ、これを意味の有るものとするためにあえて「文民」の語について「過去に職業軍人であった者」と公定解釈されたものであるという経緯が指摘されている。
なお、文民条項については、その後の実力部隊（自衛隊）の創設によって新たな要素が導入されるに至り、通説では現役自衛官は「文民」ではないとされている（ただし、自衛官であった者については学説により見解が分かれている）。
また、2012年時点で、日本政府は、自衛隊を合憲とする根拠について「『戦力に至らない必要最小限の実力』の保持は合憲」とする解釈をおこなっており、芦田修正は政府の合憲根拠とは無関係であり、芦田修正が無くとも合憲であるとしている。

#### 文民条項追加の経緯
憲法学者の西修氏がマッカーサー記念館で発見した1946年9月22日付けの米国陸軍次官・ピーターセンから米国太平洋陸軍最高司令官（マッカーサー元帥）宛ての至急電には、芦田修正は九条一項で定められた目的以外の目的であれば、日本は軍隊と保持しうるという解釈を前提とすると思われ、内閣に軍人が入る機会をもたせかねない事態を防ぐために憲法で特別の禁止条項を設ける必要があることが記されていた。
同じく西修氏が英国国立公文書館で発見した1946年9月20日付けの文書「「憲法草案に関するソビエトの提案」に対する憲法および法律改革：第３委員会の声明」にも「草案第９条２項が衆議院で修正され、日本語の案文は、いまや１項で定められた以外の目的であれば、軍隊の保持が認められると日本国民によって解釈されうるようになったことに気づいた。もしそのようになれば、明治憲法がそうであるように、内閣に軍人を含めることが可能となろう。それゆえ、当委員会は、極東委員会が合衆国に対してこの疑念を最高司令官に伝えること、および日本国民は、かれらの憲法に、内閣総理大臣を含むすべての大臣はシビリアンでなければならないという条項を入れるよう主張すべきことを勧告する」と書かれていた。
マッカーサーは９月２２日にピーターセンからの至急電報を受け取ると、24日にホイットニー局長とケーディス次長を吉田茂総理のもとに遣わし、シビリアン条項と「公務員の選挙については、成年による普通選挙を保障する」の条項を挿入するよう伝えさせた。
9月25日に植原悦二郎国務大臣が貴族院書記官の小林次郎をたずねて、二か所の追加を要請した。
9月28日、貴族院特別委員会に小委員会が設置され審議に入った。
10月1日第三回小委員会において「文民」の語に大多数が賛成した。
以下、特記
高木八尺「最後の段階にいたり、突如としてこのような修正がなぜ入ったかは、一般の公然の秘密として問題にならなければならないと思う。すると貴族院が外部の要求によって修正したことになると、これが自由に審議された憲法という事実を傷つけることになる。そこでかかる不必要な規定挿入の要求を貴族院として拒んでよろしいのではないか」
田所美治「われわれの本意は、この憲法をはじめから全部お断りしたところであるが、それはとてもできることではない」
宮澤俊義「憲法全体が自発的にできているものではない。指令されている事実はやがて一般に知れることと思う。重大なことを失ったあとでここで頑張ったところで、そう得るところはなく、多少とも自主性をもってやったという自己欺瞞にすぎないから、織田子爵に大体賛成」
10月1日には吉田茂総理が出席して「これはＧＨＱとして必ずしも賛成ではないが、英、ソが極東委員会に提案し、そこから来たものだから、マッカーサー元帥はお気の毒だが呑んでくれないかということである」との経緯の説明がなされた。
10月3日に特別委員会が開催され、橋本小委員会委員長より報告があり、起立者多数により可決され、10月6日に貴族院本会議にて第66条2項の追加が起立者多数により可決され、7日に衆議院に修正案が回付され、起立多数により帝国憲法改正案が可決された。

### 審議過程での第9条への反対
1946年（昭和21年）の憲法改正審議で、日本共産党の野坂参三衆議院議員は自衛戦争と侵略戦争を分けた上で、「自衛権を放棄すれば民族の独立を危くする」と第9条に反対し、結局、共産党は議決にも賛成しなかった。
また、南原繁貴族院議員も共産党と同様の「国家自衛権の正統性」と、 将来、国連参加の際に「国際貢献」で問題が生ずるとの危惧感を表明している。それは「互に血と汗の犠牲を払うこと」なしで「世界恒久平和の確立」をする国際連合に参加できるのか?という論旨であった。これらの危惧感は後の東西冷戦終結後、現実問題として日本に生じ、結果的にPKOなどの派遣を憲法の無理な解釈で乗り切ろうとする事態が生じている。（この憲法の推進を行ったダグラス・マッカーサー自身も日本再独立後にこの事項を作った事を戦後の米軍の負担増という点から後悔し、旧軍を最低限度の人数と装備で存続させるべきであったと一生の悔いにしていたとの逸話がある）

### 制定過程を巡る議論
法的有効性について次のような議論がある。
- 日本が被占領国で主権を失っていたときに半強制的に制定された歴史権益上の事実があったこと（当時の国際条約（成文国際法）は現在ほど発達しておらず、極東国際軍事裁判においても裁判官側はすべて連合国側の人物だったことなどもその証左である[100]）、また、先述している通り、もともと、現行日本国憲法においては松本烝治を中心とした松本試案による憲法をGHQに提出しているが、GHQ側が拒否しダグラス・マッカーサーにより独自に作成されたマッカーサー草案が大本になっていること[101]。
- 戦勝国である連合国側の協定（国連憲章）での「敵国条項（53条、77条、107条）」がまだ有効であったとき制定された（この敵国条項は現在死文化しており、1995年（平成7年）の国連総会で削除が採決されたが、現在も憲章に残ったままである）うえ、日本の主権が回復するのはサンフランシスコ条約効力発生時、すなわち、1952年（昭和27年）4月28日のことである。
- 第二次世界大戦にいたる経緯のなかで、戦勝国である連合国側の反省として、戦争拡大責任に関する歴史検証が確立される前に制定された[102]。

### 朝鮮戦争とアメリカの改憲・派兵要求
朝鮮戦争勃発によってアメリカから、日本を朝鮮戦争に派兵させるため改憲要求が出された。アメリカの要求に対抗するため総理大臣吉田茂は社会党に再軍備反対運動をするよう要請した。

## 解釈上の問題
憲法9条の規定については、憲法9条の法的性格、第1項の「国際紛争を解決する手段としては」という文言の意味、第2項前段の「戦力」の定義、同じく第2項前段の「前項の目的を達するため」という文言の意味、第2項後段「交戦権」の定義などについて議論がある。この部分については、日本国憲法#平和主義（戦争放棄）も参照。
一方、近年では「国権の発動たる戦争」とは国際法に照らし合わせても「侵略戦争」のことを指し、2項でも「前項の目的」とはこれも侵略戦争を指すということから、日本が他国から攻められるような場合、侵略戦争ではないため、それに該当しないという意見もある。よって、いかなる場合においても「完全な戦争放棄、軍事力を持たない」とは解釈できない訳ではないとも言われている。
憲法9条1項は1928年不戦条約第1条、第2条、1945年国連憲章2条4項の国際法規を前提に作られており、その文言はこれらと酷似していると指摘される。
すなわち9条1項の意図は国際法秩序を遵守することであって、自衛権を放棄したものではないことは、この条文が連動している国際法の国連憲章51条に明文で確認されるとされる。

### 法的性格
憲法9条の法的性格については、次のような説がある。
- 法規範性はなく理想的規範にすぎないとみる説[106]

憲法規範には為政者を直接的に拘束する現実的規範と為政者の目標を示す理想的規範とがあり本条は後者にあたるとする。
- 法規範性はあるが裁判規範性が極めて希薄であるとみる説[108]

憲法規範の規範的性格は各条項の間で同じではないとし、憲法規範には裁判規範と政治規範とがあり、本条は高度の政治性を有することなどから裁判規範性が極めて希薄な政治規範であるとする。
- 法規範性も裁判規範性も認められるとする説[110]
- 法規範性も裁判規範性も認められるが、国際情勢等の著しい変化により憲法の変遷を生じているとする説[111]

ただし、本説にいう「憲法の変遷」は、通常の憲法学における「憲法の変遷」の概念とは異なるものであるとの指摘がある。

### 「日本国民」の解釈
憲法9条は「日本国民は、正義と秩序を基調とする国際平和を誠実に希求し」という文で始まる。この「日本国民」とは個々の国民ではなく全体としての日本国民もしくは一体としての日本国民を指すとされる。本条の趣旨からみて個々の国民を指すとみるべきではなく、通例においても個々の国民を指す場合には「すべて国民は」（例として日本国憲法第25条・日本国憲法第26条）あるいは「国民は」（例として日本国憲法第30条）の文言が用いられることが根拠とされる。そして、「日本国民」というこの文言は日本国と同義であるとされる。なお、この点については、日本国民と一体化した日本国政府と同義であるとみる説 がある一方で、主権者としての日本国民を指すのであって日本国政府と同義ではないとする説 もある。百里基地訴訟第一審判決では日本国政府を含むとしている。
以上のように「日本国民」は全体としての国民あるいは一体としての国民を指すとみるべきと理解されており、このことから個々の国民が自由な意思で各自の判断の下に外国軍隊や国際連合軍に志願し参加することは直接本条の問題とするところではないとみるのが多数説である。これに対して国連軍への参加の場合を除いてこのような行為は憲法の精神に反するとみる見解もある。しかし、この見解に対しては憲法は基本的には国民ではなく国家機関を直接の対象とする法規範であり（憲法の対国家性）、本条中の「国権の発動たる」の文言からも「日本国民」の文言に個々の国民を含めて考えるには無理があるとの批判がある。なお、本条の問題とは別に立法政策によってこれらの行為を禁止することは可能であると考えられている。
このほか国民が個人の立場で軍需産業に従事することは本条に反すると説く見解があるが、「日本国民」は個々の国民を意味するものではないとみる立場からはこのような解釈は妥当ではないという批判がある。
日本と兵役義務のある国の二重国籍者が正規の軍人として軍事行動に参加している例があるが議論は行われていない。
この「日本国民は」は不戦条約の「各自の人民の名において厳粛に宣言する」を意識したものであることが読み取れるとされる。9条に「日本国民は」という主語を入れたのはGHQではなく、芦田均が委員長を務めた衆議院帝国憲法改正小委員会である。9条と前文、9条と国際法との連動性を明確にするためであったものとも言われている。

### 「正義と秩序を基調とする国際平和を誠実に希求し」の解釈
憲法9条第1項の「正義と秩序を基調とする国際平和を誠実に希求し」は戦争放棄の動機ないし目的について示したものと考えられ、マッカーサーノートの「日本はその防衛と保護を、今や世界を動かしつつある崇高な理想に委ねる」に通じるものである。
なお、ここにいう「正義と秩序を基調とする国際平和」は憲法前文第2項の「恒久の平和」と同じ意味と解されており、憲法前文第2項にいう「専制と隷従、圧迫と偏狭」の支配する状態とは区別される国際社会を意味するものとされる。

### 「国権の発動たる戦争」等の定義

#### 「国権の発動たる戦争」
憲法9条第1項の「国権の発動たる戦争」とは、国際法上、宣戦布告又は最後通牒という形で明示的に、あるいは武力行使による国交断絶という形で黙示的に戦争の意思表示が表明されることを要件とし、戦時国際法規が適用される国の主権の発動として行われる武力（兵力）による国家間の闘争（形式的意味の戦争）をいう。
なお、この「国権の発動たる」という部分は、旧来、国際法において戦争が国家の主権に属する権利として発動されてきたものであるとの観念を表現したものとされ、国権の発動でない戦争というものが存在しその意味での戦争は放棄しないという趣旨ではないとされる。
現在の国際法では国家による武力の行使は原則禁止されている  
「国権の発動としての戦争」とは19世紀ヨーロッパ国際法の意味での「戦争」ということであり、現代国際法における自衛権の行使は含まれない。この考え方は1928年不戦条約で確認され、1945年国連憲章でも前提とされ、国連憲章2条4項で武力行使を一般的に禁止しながらも国連憲章51条で自衛権の合法性が明記されていることにも表されている。
芦部信喜らの日本の憲法学は「国権の発動たる戦争」という19世紀ヨーロッパ国際法の古い概念の「戦争」が現代国際法にも存在すると解釈しており、現代国際法確立後に制定された日本国憲法には不適当なイデオロギー色の濃い解釈であるとも指摘されている。

#### 「武力の行使」
憲法9条第1項の「武力の行使」とは、宣戦布告等の手続がとられず「戦争」の意思表示を示さないで行われる戦時国際法の適用を受けない武力（兵力）による国家間の闘争（実質的意味の戦争）をいう。
事実上の戦闘が継続的な敵対関係へと発展して戦争となった場合には「国権の発動たる戦争」と「武力の行使」との区別は難しくなるが、「国権の発動たる戦争」と「武力の行使」とは放棄の条件の点では同じ扱いとなるという解釈をとる限り厳密に区別することは実益に乏しいとされる。
なお、日本国憲法では「国権の発動たる戦争」（形式的意味の戦争）と「武力の行使」（実質的意味の戦争）を分けているが、国連憲章2条4では「use of force（武力の行使）」として双方を区別せずに扱っている。
「武力の行使」とは国連憲章2条4項の文言である。
国際連合憲章第二条は「すべての加盟国は、その国際関係において、武力による威嚇または武力の行使を、いかなる国の領土保全または政治的独立に対するものも、また国際連合の目的と両立しない他のいかなる方法によるものも慎まなければならない」としてあり、第九条の「国権の発動たる戦争」や「武力による威嚇又は武力の行使」はこの影響によるものである。

#### 「武力による威嚇」
憲法9条第1項の「武力による威嚇」とは、現実的な武力行使には至らないものの、武力を背景に自国の要求を容れなければ武力を行使するとの態度を示して相手国を強要することをいう。
「武力による威嚇又は武力の行使」という文言は1945年国連憲章2条4項を模倣したものとも指摘されている。
国際連合憲章第二条は「すべての加盟国は、その国際関係において、武力による威嚇または武力の行使を、いかなる国の領土保全または政治的独立に対するものも、また国際連合の目的と両立しない他のいかなる方法によるものも慎まなければならない」としてあり、第九条の「国権の発動たる戦争」や「武力による威嚇又は武力の行使」はこの影響によるものである。
第1項の「武力」と第2項の「戦力」との関係であるが、多数説は武力の行使も実質においては戦争にかわりないことなどを根拠として第1項の「武力」と第2項の「戦力」は同義であるとみる。これに対して、第1項では「武力」、第2項では「戦力」とあえて異なる文言が用いられていることから両者は異なる概念であるとする説もある。そのうちの一説として、第1項でいう「武力」は第2項でいう「戦力」よりも広い概念で「武力」には警察力が含まれ、外国から不法に侵入してきた軍隊を警察力で排除することは「武力の行使」にあたるとする説がある。しかし、この説に対しては「武力の行使」でいう「武力」に警察力を含むと解釈するならば、これと並列的に列挙されている「武力による威嚇」でいう「武力」にも警察力を含むこととなるが、警察力による外国への威嚇などというものは考えられないとの批判がある。第1項の「武力」と第2項の「戦力」とは異なるとする説としては、上の説のほかに、後述されている「国際紛争を解決する手段としては」の文言が「武力による威嚇又は武力の行使」にのみかかるとみる説があり、「戦力」を手段とするものが「（国権の発動たる）戦争」であり、外国軍隊の不法な侵入を排除するための「戦力」に至らない程度の「武力」による自衛権の行使が憲法上認められるとする解釈をとる構成上、「武力」と「戦力」は異なるという立場をとる（次節を参照）。

### 「国際紛争を解決する手段としては」の解釈
憲法9条第1項にある「国際紛争を解決する手段としては」の文言のかかる範囲とその意味については、次のような説がある。
- 「国際紛争を解決する手段としては」の文言は、「国権の発動たる戦争」、「武力の行使」、「武力による威嚇」のすべてにかかるとする説

「国際紛争を解決する手段としては」の文言は「武力による威嚇又は武力の行使」の部分だけでなく「国権の発動たる戦争」の部分にもかかると解釈するのが通説である。
そして、「国際紛争を解決する手段としては」の文言の意味をどう捉えるかという点をめぐって、さらに以下のように細分される。
- およそすべての戦争は国際紛争を解決する手段としてなされるのであるから、この文言はなんらの留保たり得ず、第1項ですべての戦争を禁じているとする説（峻別不能説＝一項全面放棄説）

この見解は憲法9条第2項を待たずに第1項ですべての戦争が放棄されているとみる説である（本説で説かれる根拠や本説に対する批判については次節参照）。
- 不戦条約1条や国際連合憲章2条3項などでの国際法上の用例に従った解釈をすべきであるとして、第1項の「国際紛争を解決する手段としては」とは侵略戦争の放棄を意味しているとする説（広義の限定放棄説＝一項における限定放棄説）

この見解は第2項前段の「前項の目的を達するため」の解釈によって、さらに第2項によってすべての戦争が放棄されているとみる遂行不能説（二項全面放棄説）と第2項においても自衛戦争は放棄されていないとみる限定放棄説（狭義の限定放棄説）に分かれる（各説で説かれる根拠や各説に対する批判については次節参照）。
- 制定時の英文の9条1項をもとに、「国際紛争を解決する手段としては」の条件の文言は「武力による威嚇又は武力の行使」の部分にのみかかると解釈し、自衛のための武力の行使は許容されているとみる説[155][注釈 4]

この見解は第1項の「国権の発動たる戦争」の手段が第2項の「戦力」であるとみて両者を結びつけて解釈し、憲法9条2項で全面的に放棄されたのは「国権の発動たる戦争」を遂行するための「戦力」であり、自衛戦争を含むすべての戦争と国際紛争を解決する手段としての武力による威嚇及び武力の行使は否定されているが、外国軍隊の不法な侵入を排除するための武力による自衛権の行使は許容されており、そのための「武力」は保持しうると解釈する（非戦力的武力合憲説）。
この見解に対しては憲法制定過程（3月2日案）において二つの文が一つの文にまとめられた結果、最終的な日本語の正文では「国際紛争を解決する手段としては」の文言が「武力による威嚇又は武力の行使」の部分だけでなく「国権の発動たる戦争」の部分にもかかる表現になっているとの批判がある。
なお、前述されているように、この見解は「戦力」と「武力」は同義であるとする多数説の立場と異なり、「戦力」と「武力」とは異なる性質のものであるという解釈をとるが、このような解釈をとるとき「戦力なき武力」というものをどのように捉えるかという問題を生じるといわれる。

### 「前項の目的を達するため」の解釈
憲法9条第2項前段は戦力不保持について定めるが、これには「前項の目的を達するため」という文が付されており、この文言の意味については戦力不保持の動機を示すものとみる説と戦力不保持の条件を示すものとみる説がある。このうち「前項の目的を達するため」を戦力不保持の動機を示すものとみる説には、第2項の「前項の目的」とは、第1項前段の「正義と秩序を基調とする国際平和を誠実に希求し」の部分を指すとする一項前段動機説、第1項全体の指導精神ないし趣旨を指すとする一項全体動機説、第1項後段の「国際紛争を解決する手段としては、永久にこれを放棄する」の部分を戦力不保持の動機として指すとする一項後段動機説がある。また、「前項の目的を達するため」を戦力不保持の条件とみる説としては、第1項後段の「国際紛争を解決する手段としては、永久にこれを放棄する」の部分を戦力不保持の条件として指すとする一項後段不保持限定説がある。
この箇所は芦田均を委員長とする憲法改正小員会によって追加された箇所で「芦田修正」と呼ばれている部分である。
芦田氏は「修正の字句はまことに明瞭を欠くものですありますが、しかし、私は一つの含蓄をもってこの修正をいたしたのであります。『前項の目的を達するため』という字句をそう入することによって原案では無条件に戦力を保持しないとあったものが一定の条件の下に武力を持たないことになります。日本は無条件に武力を捨てるのではないということは明白であります。これだけは何人も認めざるを得ないと思うのです。そうすると、この修正によって原案は本質的に影響されるのであって、したがって、この修正があっても第九条の内容には変化がないという議論は明らかに誤りであります」と証言している。
この芦田修正を受けて極東委員会から貴族院の段階で文民条項(第六十六条第二項）を入れるよう強制された。極東委員会も自衛のための戦力の保持は容認したものの帝国憲法体制下に行われた現役武官大臣制の復活することのないよう文民大臣制のための文民条項を有無を言わさず挿入させたという。

### 学説の分布
以上の第1項の「国際紛争を解決する手段としては」の文言と第2項の「前項の目的を達するため」の文言の法解釈のとり方によって次のような説に分類される。

#### 峻別不能説（一項全面放棄説）
およそすべての戦争は国際紛争を解決する手段としてなされるもの（侵略戦争と自衛戦争との峻別は困難）であり、憲法9条第1項の「国際紛争を解決する手段としては」の文言はなんらの留保たり得ず、憲法9条第1項の規定によって全ての戦争が禁じられており、憲法9条第2項の「前項の目的を達するため」とは憲法9条第1項全体の指導精神を受けて全ての戦争放棄という目的を実効化するためであるとみる説。
一般に本説は第2項は第1項の実効性を確保するために定められたとみるもので、第2項冒頭の「前項の目的」とは憲法9条第1項全体の指導精神を指すとする一項全体動機説と結びつき、第2項前段は戦争の全面的放棄という第1項の目的を達するため一切の戦力の不保持を定めたものとみる（戦力全面不保持説と結びつく）。
峻別不能説では国際紛争を解決する手段でない戦争はありえない（自衛戦争も国際紛争の存在を前提とする）とし、憲法に宣戦等に関する規定がないこと、本条全体の解釈として一切の戦争を放棄しているとみるのであれば「国際紛争を解決する手段としては」の文言も国際法上の用例に拘泥すべきでないこと、憲法第9条第1項ですべての戦争が放棄されたと解さなければ第2項の交戦権の否認との整合性がとれなくなること、憲法前文第2項は「平和を愛する諸国民の公正と信義に信頼して、われらの安全と生存を保持しようと決意した」と謳っていること、多くの戦争が自衛目的という名目で行われてきたという歴史的経緯などをその根拠として挙げる。
峻別不能説の法解釈に対しては、平和という国際関係と密接な関連性を有する憲法9条の解釈においては文言についても国際法上の用例を尊重すべきであり、憲法9条の成立の経緯の点からみても妥当ではないとの批判がある。具体的には峻別不能説では「国際紛争を解決する手段としては」の文言は何らの留保たり得ないと解釈するため、この文言の規範的意味を希薄化させるものであるとの批判、あるいは、この文字が不必要ということになってしまうとの批判（第一項で全ての戦争が放棄されているという結論を導くのであれば「国際紛争を解決する手段としては」という文言がないほうが意味が明瞭になるという奇妙なことになるとの指摘）がある。
そもそも憲法9条の成立の経緯の点において、マッカーサーノートでは「紛争解決のための手段としての戦争」と「自己の安全を保持するための手段としての戦争」が別々に定められていた。「自己の安全を保持するための手段としての戦争」が立法過程を経て放棄の対象から削られた経過から、自衛のための戦争は否定されていないとする指摘がある。さらに、自衛戦争は他国からの急迫不正の侵略行為（武力攻撃）に対して、これを排除するためにやむを得ずなされる性格のものであり、被侵略国にとっては国際紛争を解決する手段としての戦争とはいえないという指摘 があるほか、第1項ですべての戦争が放棄されているとするならば第2項は確認規定にしか過ぎなくなるという指摘 がある。比較法の見地からも、イタリア共和国憲法第11条など日本国憲法第9条第1項と同様に「国際紛争を解決する手段としての戦争」の放棄を謳っている憲法の下での法解釈においても自衛戦争は放棄されていないと解釈されていることも本説の問題点として指摘されている。
なお、長沼ナイキ事件第一審判決は「憲法は第九条第一項で自衛戦争、制裁戦争をも含めたいかなる戦争をも放棄したものであるとする立場があるが、もしそうであれば、本項において、とくに「国際紛争を解決する手段として」などと断る必要はなく、また、この文言は、たとえば、一九二八年の不戦条約にもみられるところであり、同条約では、当然に、自衛戦争、制裁戦争を除いたその他の不法な戦争、すなわち、侵略戦争を意味するものと解されており（このことは同条約に関してアメリカの国務長官が各国に宛てた書簡に明記されている。）、以後、国際連盟規約、国際連合憲章の解釈においても、同様の考えを前提としているから、前記した趣旨に解するのが相当と思われる。したがって、本条項では、未だ自衛戦争、制裁戦争までは放棄していない」と本説のような解釈に否定的な立場をとった。

#### 遂行不能説（二項全面放棄説）
憲法9条第1項の「国際紛争を解決する手段としては」の文言は不戦条約など国際法上の用例に従って侵略戦争の放棄を意味すると解釈すべきであるが、憲法9条第2項の「前項の目的を達するため」は憲法9条第1項の「正義と秩序を基調とする国際平和を誠実に希求」するという文言あるいは憲法9条第1項全体の趣旨を戦力不保持の動機として示したものであり、憲法9条第2項の規定（戦力の不保持・交戦権の否認）によって「戦力」の遂行が困難となるために、結局、すべての戦争が放棄されているとみる説。
本説の解釈は、第9条第1項はまず従来の諸外国の例にならい侵略戦争の放棄を明らかにしたものであり、その上で、憲法は第9条第2項でこの目的を達するための手段として一切の戦力の不保持と交戦権の否認をとったものであり、その結果として事実上すべての戦争が放棄されたものとみる（戦力全面不保持説と結びつく）。
遂行不能説の根拠としては、平和という国際関係と密接な関連性を有する憲法9条の理解にとっては、「国際紛争を解決する手段としては」の文言についても国際法上の用例に従って理解することが有益かつ実定法上望ましいことが挙げられている。また、「前項の目的を達するため」の文言は立法過程において第1項冒頭への文言の追加に呼応して加えられたものであり、第2項の冒頭にも重ねて「日本国民は、正義と秩序を基調とする国際平和を誠実に希求」するためとすべきところを重複を避けるために「前項の目的を達するため」と受けたものであるから条件ではなく動機を示したものとみるべきであるという点も根拠として挙げられている。
遂行不能説は憲法学上の多数説となっている。
判例では長沼ナイキ事件第一審判決がこの説を採ったものといわれており、「国際紛争を解決する手段として放棄される戦争とは、不法な戦争、つまり侵略戦争を意味する」とし、また、「「前項の目的」とは、第一項を規定するに至った基本精神、つまり同項を定めるに至った目的である「日本国民は、正義と秩序を基調とする国際平和を誠実に希求（する）」という目的を指す」（一項前段動機説）とした上で、「本項（第二項）でいっさいの「戦力」を保持しないとされる以上、軍隊、その他の戦力による自衛戦争、制裁戦争も、事実上おこなうことが不可能となったものである」と判示した。そして、憲法9条と自衛権の関係について後述の非武装自衛権説に立って、「自衛権を保有し、これを行使することは、ただちに軍事力による自衛に直結しなければならないものではない」とし、自衛権の行使方法として外交交渉、警察力による排除、群民蜂起等を挙げ、「自衛権の行使方法が数多くあり、そして、国家がその基本方針としてなにを選択するかは、まったく主権者の決定に委ねられているものであって、このなかにあって日本国民は前来記述のとおり、憲法において全世界に先駆けていっさいの軍事力を放棄して、永久平和主義を国の基本方針として定立したのである」と判示した。
一方で、基本的には本説と同様の法解釈に立ちつつ、憲法9条と自衛権の関係について後述の自衛力論に立って、憲法第9条で放棄の対象となっている「戦力」に至らない程度の必要最小限度の実力（自衛力・防衛力）を保持することは憲法上否定されておらず、国際法上において国家固有の権利として認められている自衛権に基づいてその自衛行動が認められるとする見解（後述の自衛力論）をとる立場もあり、政府見解も基本的に遂行不能説と同様の法解釈に立ちつつ自衛力論をとる立場をとっている。
政府見解は憲法制定時より憲法9条第1項では自衛戦争は放棄されていないが、第2項の戦力不保持と交戦権の否認の結果として全ての戦争が放棄されているとする遂行不能説に立ちつつ、交戦権を伴う自衛戦争と自衛権に基づく自衛行動とは異なる概念であるとし、このうち自衛権に基づく自衛行動については憲法上許容されているとの解釈のもと、その自衛行動のための「戦力」に至らない程度の実力についてのみ保持しうるとしている。
自衛行動の範囲について、当初、政府見解は交戦権を伴う自衛戦争と個別的自衛権に基づく自衛行動とは異なる概念であるとの構成をとり、わが国は集団的自衛権を国際法上保有しているが、憲法上その行使は許されないという立場をとっていた。しかし、自衛権の発動としての自衛行動の範囲については、その後、2014年の閣議決定により集団的自衛権についても密接な関係にある他国への攻撃であり、国民の生命、自由及び幸福追求の権利が根底から覆される明白な危険がある場合などに限って必要最小限度の範囲で行使可能とする政府見解の見直しが行われることとなった。
政府見解は憲法9条第2項前段の解釈につき「憲法第9条第2項の「前項の目的を達するため」という言葉は、同条第1項全体の趣旨、すなわち同項では国際紛争を解決する手段としての戦争、武力による威嚇、武力の行使を放棄しているが、自衛権は否定しておらず、自衛のための必要最小限度の武力の行使は認められているということを受けている」との立場をとっており、第2項の「前項の目的」は第1項全体の趣旨を指すとしつつ、第1項では国際紛争を解決する手段としての戦争、武力による威嚇、武力の行使を放棄しているが、自衛権は否定しておらず、自衛のための必要最小限度の武力の行使は認められていると解釈している。
以上のように政府見解は基本的には遂行不能説と同様の法解釈を基礎とする法的構成に立っているが、「戦力」に至らない程度の必要最小限度の実力（自衛力・防衛力）を保持することは憲法上否定されていないとしており、「自衛権」と「戦力」の理解の点で学説の遂行不能説とは少なからず異なっていると言われている。この点については、政府見解が立脚しているはずの戦力全面不保持説と矛盾する結果をもたらすことになっているとの指摘 や2項後段の解釈の方法などの点を除けば結論において実質的に後述の限定放棄説（自衛戦争許容説・戦力限定不保持説）に接近しているという指摘 もあるが、政府見解は自衛のための「戦力」については保持しうるとする立場（自衛戦争許容説・戦力限定不保持説）を公式には採用しておらず、あくまでも遂行不能説と同様の法解釈を基礎としながら「戦力」に至らない程度の実力のみ保持しうるとの法的構成に立脚している（自衛力による自衛権説（自衛力論）に立つ場合の、自衛力と憲法9条第2項後段（交戦権の否認）の規定との関係については後述の「交戦権」の解釈を参照）。
なお、本説に立った上で第2項の「前項の目的」とは第1項後段の「国際紛争を解決する手段としては、永久にこれを放棄する」の部分を指すとする一項後段動機説がとられることもあるが、この説では憲法9条2項の前段ではなく後段の交戦権の否認の規定によってすべての戦争が放棄されると解釈する。
遂行不能説の法解釈に対しては、すべての戦争の放棄という1つの目的のために2つの違った趣旨の規定を置いたことになり、憲法9条は立法技術的にみて拙劣な規定ということになってしまうとの批判がある。

#### 限定放棄説（狭義の限定放棄説・侵略戦争放棄説・自衛戦争許容説・戦力限定不保持説）
憲法9条第1項の「国際紛争を解決する手段としては」の文言は侵略戦争を放棄したものと解すべきで、憲法9条第2項の「前項の目的を達するため」は憲法9条第1項の侵略戦争放棄という目的を達成するための戦力不保持の条件を示したものであるから自衛戦争は許容されているとみる説。
本説は第2項の「前項の目的」とは第1項後段の「国際紛争を解決する手段としては、永久にこれを放棄する」の部分を戦力不保持の条件として指すとする一項後段不保持限定説から導かれ、一般には自衛戦争のための「戦力」を保持することは否定されていないとする後述の自衛戦力肯定説（戦力限定不保持説）と結びつく。
限定放棄説では侵略戦争と自衛戦争の区別は可能であるとし、1928年のパリ不戦条約の締結時においても自衛戦争まで放棄するものではないことは締約国の了解するところであったこと、本条の立法上の経緯、特に既述の芦田修正や憲法9条の制定過程において極東委員会が、当時、このような解釈の可能性を認めており、そのために憲法66条2項に文民条項を入れることを強く要求したとされること、また、世界平和を最高の目的とする国際連合においても国連憲章51条において自衛権を認めていることなどを根拠とする。この説の法解釈からは自衛戦争について憲法は許容しており、その扱いは立法政策上の問題であるとする。
判例では百里基地訴訟第一審判決がこの説を採ったものといわれており、「わが国は、外部からの不法な侵害に対し、この侵害を阻止、排除する権限を有するものというべき」とし、また、「「前項の目的」とは第一項全体の趣旨を受けて侵略戦争と侵略的な武力による威嚇ないしその行使に供しうる一切の戦力の保持を禁止したものと解するのが相当」とした上で、「わが国が、外部から武力攻撃を受けた場合に、自衛のため必要な限度においてこれを阻止し排除するため自衛権を行使することおよびこの自衛権行使のため有効適切な防衛措置を予め組織、整備することは、憲法前文、第九条に違反するものではない」と判示した。
このほか国民主権の国家における国民は憲法やその前提となる国家の存立について責任を有するとともに、日本国憲法第13条の規定は基本的人権に加えられる国内外からの侵害を排除することを要請すると説く学説もあり、百里基地訴訟第一審判決も「国家統治の根本を定めた憲法は、国としての理念を掲げ、国民の権利を保障し、その実現に努力すべきことを定めており、しかも、憲法前文第二項において、「われらの安全と生存」の「保持」を「決意」していることによっても明らかなように、憲法は、わが国の存立、わが国民の安全と生存を、その前提として当然に予定するところであるから、わが国の主権、国民の基本的人権の保障を全うするためには、これらの権利が侵害されまたは侵害されようとしている場合、これを阻止、排除しなければならないとするのが、憲法の基本的立場であるといわなければならない」と判示している。
限定放棄説の法解釈に対しては、戦力不保持を定めた9条2項の存在理由がなくなるもしくは極めて不明確になるとの批判があり、また、自衛戦争のための「戦力」と侵略戦争のための「戦力」を区別しうるのか、あるいは自衛戦力の保持が可能であるとすれば軍隊の設置や戦争の遂行についての規定が憲法に規定されていて然るべきはずであるといった批判がある。遂行不能説（二項全面放棄説）の立場では憲法9条第1項の段階では自衛戦争は放棄されていないと解釈するが、この遂行不能説（二項全面放棄説）の立場をとる論者からは、自衛のための戦力保持が可能であるとするのであれば、第1項では侵略戦争のみを放棄しているのであるから自衛戦争のための「戦力」を保持しうるのは自明で第2項は全く不必要のはずであり、あえて戦力の不保持について規定する第2項の存在理由が説明できなくなるとの指摘がある。
「自衛戦争」の概念については学説上の混乱が問題点として指摘されている。
国際法（国連憲章）との関係上、限定放棄説において許容される「自衛戦争」とは当事者が法的に平等な地位において戦う闘争（full-blown selfdefence）ではなく、武力攻撃に対する自衛行動（limited　selfdefence）にとどまるものであるとの見解がある。このような点から、本説に立った上で、憲法9条第2項前段により「戦力」は保持できないとして後述の自衛戦力肯定説をとらずに、人員・装備の点で「戦力」に至らない程度の「自衛力」を保持することはできるとする後述の自衛力論と結び付けて説く学説もある。ただ、限定放棄説（自衛戦争許容説・戦力限定不保持説）に対しては文理解釈や憲法の体系的解釈の点で難があるとの指摘があり、政府見解は前述のように交戦権を伴う自衛戦争と自衛権に基づき必要最小限度の範囲で行使される自衛行動とは概念を異にするとの立場をとりつつ、自衛行動のための「戦力」に至らない程度の実力についてのみ保持しうるとしており（後述）、法解釈の構成上は本説（自衛戦争許容説・戦力限定不保持説）ではなく遂行不能説を基礎とする法解釈に立ちつつ後述の自衛力論をとる立場に立っている。
なお、「自衛戦争」の概念について、憲法第9条の解釈において従来の論者は「自衛戦争」の中に侵略的自衛戦争と自衛行動の双方を含意して用いてきたが、この二つは交戦法規の適用対象あるいは許容される軍事行動の態様の点で異なるとの指摘がある。一方で「自衛戦争」と「自衛行動」という概念の区別が議論に混乱をもたらしているとする見解もあり、政府見解の「自衛のための戦力」とは異なる「自衛力」また「自衛戦争」とは異なる「自衛権の発動」という理論構成について議論に混乱をもたらしているとする見解もある。
交戦権にかかる峻別不能説・遂行不能説・限定放棄説については、峻別不能説・遂行不能説・限定放棄説との関係を参照。

### 自衛権の問題

#### 自衛権の意義
自衛権（個別的自衛権）とは「外国からの違法な侵害に対して、自国を防衛するために緊急の必要がある場合、それに武力をもって反撃する国際法上の権利」と定義され、国際連合憲章51条ではこの個別的自衛権に加えて集団的自衛権も規定する。この国際連合憲章51条を以下に引用する。
一国が他国によって急迫不正の侵害を受けた時、そうした侵害がないときには国際法上違法とされる行為であっても、侵害を排除するためにとった必要最低限度の実力行使は国際法上違法とはならないとされる。
これが自衛権であり、国家に固有の権利として、条約や憲法によっても放棄することのできない権利として認められている。自衛権の放棄を認めることは国家の自己否定であり、国家を前提に存在する国際法や憲法によって放棄したり、否定できるような性質のものではないからである。

#### 自衛権の行使
国際法上、自衛権の行使が正当化されるためには、違法性、必要性、均衡性の要件を満たすことが必要と考えられている。
- 違法性

侵害が急迫または現実のものであって、その行為が違法（不正）なものであること。
- 必要性

侵害排除という目的を実現するために一定の実力を行使する以外に選択する手段がないこと。
- 均衡性

自衛のための実力行使は必要な限度で行使され、侵害行為に対して均衡を失わない程度のものであること。

#### 憲法9条と自衛権
憲法9条と自衛権の関係については、次のような説がある。
- 自衛権放棄説

憲法9条は自衛権を放棄しているとする説。
本説では自衛権が武力の行使を伴うことは不可避であり、武力の行使を明確に否定する日本国憲法の下では自衛権は放棄されているとみる。
本説に対しては、日本も主権国家である以上は自衛権そのものまで放棄しているとみることはできないのではないかとの指摘がある。
- 自衛権留保説
  - 自衛力なき自衛権説（非武装自衛権説）

憲法9条は自衛権を放棄してはいないが、軍事力を伴わない手段に限られるとする説[232]。
本説では国際法上において国家固有の権利として認められている自衛権は放棄されてはいないが、憲法9条第2項により「戦力」や「武力」を用いた自衛権の行使は禁じられているとみる[231]。
判例では長沼ナイキ事件第一審判決がこの説を採ったものといわれる[233]。
本説では軍事力を伴わない手段として、具体的に外交交渉、警察力、群民蜂起などを挙げる[234]。
本説に対しては、外交交渉、警察力、群民蜂起による自衛権の行使という観念は、伝統的な「自衛権」の概念とは異なるものであり、一定の客観的な意味と役割を有しているはずの「自衛権」の固有の意味を失わせ異質化させるものであるとの指摘がある[235]。
  - 自衛力による自衛権説（自衛力肯定説・自衛力論）

憲法9条は自衛権を放棄しておらず「戦力」に至らない程度の実力（自衛力・防衛力）の範囲において自衛権が認められるとする説[236]。
本説では国際法上において国家固有の権利として認められている自衛権は放棄されておらず、その自衛行動をとるために必要とされる「戦力」に至らない程度の実力を保持することは憲法上否定されていないとみる[237]。
政府見解（公定解釈）はこの立場をとっている[238]。判例では砂川事件上告審判決がこの説を採ったのではないかとみる見解がある一方[239]、この事案が駐留米軍に関するものであったことから、日本独自の自衛力を保持することの是非についてまでは明らかとなっていないとみる見解もある[240]。
学説においては本説の根拠として、国際法上において国家固有の権利として認められている自衛権は放棄されておらず、憲法が無防備・無抵抗を定めているとみることは正当でないが、憲法第9条に戦争放棄・戦力不保持・交戦権否認が定められており、そのほか憲法に宣戦など戦争に関する規定が全くないことから、自衛権の行使は必要最小限度に限られ、その自衛行動をとるために必要とされる「戦力」に至らない程度の実力を保持することは憲法上否定されていないとみる[241]。本説は「戦力」に至らない程度の自衛のための必要最小限度の実力についてのみ保持しうると解釈するものであり、その一定の制約から伝統的な「自衛権」の概念は憲法上維持できないとみる点で自衛戦力許容説とは法理論上は異なる立場となる[242][243]。
本説に対しては自衛権の存在をもって直ちに憲法上の自衛力の保持の容認に繋がるか疑問であるとの指摘[244] や、「自衛力」と「自衛の戦力」との相違が必ずしも明確ではないとの指摘がある[245]。
  - 自衛戦力による自衛権説（自衛戦力肯定説）

憲法9条は自衛戦争のための「戦力」を保持することを否定していないとする説[210]。
本説は上の限定放棄説と結びつく説であり[211]、憲法上、自衛戦争は放棄されておらず、そのための「戦力」を保持することも許容されているとみる[210]。
本説に対しては憲法9条の理解が形式的に過ぎ、戦力不保持について定める第2項前段の解釈の点で問題があるとの指摘がある[246]。
判例において百里基地訴訟第一審判決や長沼ナイキ事件第二審判決ではこのような解釈がとられたが、一方、砂川事件第一審判決ではこのような解釈に否定的な判断がなされた[246][247]。
本説は憲法上、自衛目的のための「戦力」の保持は可能であり、伝統的な「自衛権」の概念が憲法上も維持されるとみる点で上の他の説とは異なる[242][243]。
なお、政府見解（公定解釈）は自衛力による自衛権説に立っており、「「戦力」に至らない程度の必要最小限度の実力」は保持できるが「戦力」は保持できないとしているので自衛戦力肯定説とは異なる[248]。

複雑な対立をみせる学説・判例の状況において、日本国は独立国として自衛権をもつという点では今日では一致がみられる。

#### 集団的自衛権
集団的自衛権とは「他の国家が武力攻撃を受けた場合、これに密接な関係にある国家が被攻撃国を援助し、共同してその防衛にあたる権利」と定義される。国際連合憲章51条に定められている。日本の集団的自衛権について国際法上は、日本国との平和条約（サンフランシスコ平和条約）第5条（C）が「連合国としては、日本国が主権国として国際連合憲章第五十一条に掲げる個別的又は集団的自衛の固有の権利を有すること及び日本国が集団的安全保障取極を自発的に締結することができることを承認する。」と定め、日本国とソヴィエト社会主義共和国連邦との共同宣言（日ソ共同宣言）第3項は「日本国及びソヴィエト社会主義共和国連邦は、それぞれ他方の国が国際連合憲章第51条に掲げる個別的又は集団的自衛の固有の権利を有することを確認する。」と定める。

当初、政府見解はわが国は集団的自衛権を国際法上保有しているが、憲法上その行使は許されないという立場をとり、1981年（昭和56年）の政府答弁書も「我が国が、国際法上、このような集団的自衛権を有していることは、主権国家である以上、当然であるが、憲法第9条の下において許容されている自衛権の行使は、我が国を防衛するため必要最小限度の範囲にとどまるべきものであると解しており、集団的自衛権を行使することは、その範囲を超えるものであって、憲法上許されないと考えている」 と述べていた。
しかし、2014年（平成26年）7月1日、国家安全保障会議及び閣議の「国の存立を全うし、国民を守るための切れ目のない安全保障法制の整備について」の決定により、密接な関係にある他国への攻撃であり、国民の生命、自由及び幸福追求の権利が根底から覆される明白な危険がある場合などに限って必要最小限度の範囲で集団的自衛権も行使可能とする政府見解の見直しが行われることとなった  。
国際法学者の村瀬信也は「集団的自衛権」は国際法上の概念・制度であり国際法学上、一定の共通理解が確立されているにも関わらず、日本の憲法学ではそれらを踏まえた議論がされてこなかったとの批判を示している。
同じく国際法学者の森肇志は「国際法の立場から集団的自衛権についての憲法学の議論を拝見すると」「集団的自衛権についてはさほど詳細な議論がなされていないように思います」と述べている。
宍戸常寿も「そもそも憲法学が『個別的自衛権』という概念を国際法学の水準から見てきちんと受け止めているのかという、実はより根深い問題がある」と指摘している。

### 「戦力」の解釈

#### 「戦力」の内容
憲法9条第2項の「戦力」の内容については、次のような説がある。
- 戦力全面不保持説
憲法9条第2項は一切の「戦力」の保持を禁じているとする説。「戦力」の内容の具体的基準をめぐって以下のような説に分かれる。
  - 潜在的能力説

憲法第9条第2項にいう「戦力」とは戦争に役立つ可能性のある潜在的能力をすべて含むとする説[258]。本条英文「war potential」などを根拠とする[259][260]。
この説に対しては警察力、重工業施設、港湾施設、航空機や空港・飛行場、航空工学の研究など科学技術、エネルギー資源等までも「戦力」に含まれうることとなり広汎に過ぎ失当であるとの批判がある[28][261][262]。
  - 超警察力説

憲法第9条第2項にいう「戦力」とは警察力を超える程度の実力をいうとする説[263]。この説からは一般に憲法9条第2項にいう「戦力」とは「軍隊」あるいは「軍備」を指すものであるとし、「軍隊」を「外敵の攻撃に対して実力をもって抵抗し、国土を防衛することを目的として設けられる人的および物的手段の組織体」と定義する[28]。
  - 近代戦争遂行能力説

憲法第9条第2項にいう「戦力」とは近代戦争遂行に役立つ程度の装備・編成を備えるものをいうとする説[264]。1952年（昭和27年）に第四次吉田茂内閣によって政府見解として示されたものである[265][266][267]。
  - 超自衛力説

憲法第9条第2項にいう「戦力」とは自衛のための必要最小限度を超える実力をいうとする説[268]。1954年の自衛隊発足に伴って第一次鳩山一郎内閣によって示されたもので[269]、現在の政府見解（公定解釈）の立場である[266]。憲法第9条第1項は自衛権を否定しておらず、その否定されていない自衛権の行使の裏付けとなる自衛のため必要最小限度の実力は憲法第9条第2項にいう「戦力」にはあたらず、それを超えるものが憲法第9条第2項にいう「戦力」であると解釈する[270]。
- 戦力限定不保持説（自衛戦力肯定説）

憲法第9条第2項は自衛のための「戦力」まで禁ずるものではないとする説。
9条の草案を起草したケーディス氏は「陸海空軍その他の戦力」という場合の「戦力」とは防衛用ではなく、攻撃用の兵器、兵力を意味していたと証言している。

#### 「戦力」の判断基準
「戦力」にあたるか否かの判断基準については、その実力組織を利用する者の目的という主観的観点から判断すべきとする主観説もあるが、実力組織そのものの性質という客観的観点から判断すべきとする客観説が通説となっている。

#### 不正規兵
義勇隊（義勇兵）、組織的抵抗運動体、群民蜂起といった国際法にいう不正規兵は戦時において自然発生的に生じるものであり、憲法第9条第2項にいう「戦力」にはあたらないとされる。

#### その他
自衛隊員（幹部自衛官を除く）が入隊時に朗読、署名捺印をする服務の宣誓には三島事件以降、「日本国憲法の遵守」という文言が挿入された。
海上保安庁法には「この法律のいかなる規定も海上保安庁又はその職員が軍隊として組織され、訓練され、又は軍隊の機能を営むことを認めるものとこれを解釈してはならない」とする規定がある。
矢部宏治は著書「知ってはいけない隠された日本支配の構造」(講談社現代新書)で1945年終戦・占領時は、各国軍隊は国際連合の元に国連軍として各国を防衛する理想から世界にゆだねたが、1950年の朝鮮戦争で冷戦が始まり国連軍が機能しないのに、その後に憲法改正されないので矛盾が生じたとしている。
国際政治学者の篠田英朗はこの「戦力」は「「国権の発動としての戦争」を行うための潜在能力」としての大日本帝国軍を指すと指摘する。
日本国憲法の成立と関係する大西洋憲章によって解釈すれば大日本帝国軍は「戦力」となり自衛隊は「戦力」には当たらないこととなるとする。

### 「交戦権」の解釈

#### 「交戦権」の内容
憲法9条第2項後段にある「交戦権」の内容については、次のような説がある。
- 広く国家が戦争を行う権利をいうとする説[280]

この説からは憲法9条2項後段は実質的には憲法9条1項と同じことを別の表現を用いて規定したものということになる。なお、現代においては戦争が全面的に違法化されており国家が戦争を行う権利などありえようはずもないとして、本説における交戦権の否認の意味は事実上の戦争の放棄を意味するものとなるとの指摘がある。
この説に対しては、憲法9条2項後段が1項の規定との重複する内容のものとなってしまうとの批判 や国際法上の通常の用例に反する解釈であるとの批判 がある。
- 国際法において交戦国に認められている権利の総体をいうとする説[245]

この説からは具体的には船舶の臨検・拿捕、占領地行政等の権利などが「交戦権」に含まれるとする。
この説に対しては「国の交戦権」の字句からみて日本語として無理のある解釈であるとの批判 がある。
- 上の両者をすべて含むとする説[258]

ただし、広く国家が戦争を行う権利をいうとする説でいう交戦権は国際法において交戦国に認められている権利の総体をいうとする説でいう交戦権を包含する関係にあることから、これら両者をすべて含むとするこの説でいう「交戦権」は結論的には広く国家が戦争を行う権利をいうとする説での「交戦権」と重なり合うとみられている。そのため、この説は広く国家が戦争を行う権利をいうとする説と異なる説であるとする独自の存在意義に乏しいとの批判がある。
これらの説のうち「国際法において交戦国に認められている権利」をいうとする説が多数説となっている。判例においても「国際法上の概念として、交戦国が国家として持つ権利」をいうとし（長沼ナイキ事件第一審判決、百里基地訴訟第一審判決）、政府見解も「交戦者として戦時国際法上認められている権利」をいうとしている。
なお、現代国際法においては「交戦権」という権利は存在していない。現代国際法の観点からは大日本帝国憲法時代に存在していたとみなされた「交戦権」という概念は「認めない」という見解を示しているのが9条2項の条項だとする見解もある。
9条の草案を起草したケーディス氏は「交戦権」が何を意味するのかわからず、日本側から削除の提案があることを願っていたと証言している。

#### 限定放棄説・峻別不能説・遂行不能説との関係
上のように「交戦権」については「広く国家が戦争を行う権利」とみる説と「国際法において交戦国に認められている権利」とみる説がある。
憲法第9条第2項後段の交戦権の否認については、同項前段の「前項の目的を達するため」の文との関係が問題となるが、学説の多くは「前項の目的を達するため」の文は後段の「国の交戦権は、これを認めない」の部分にまでかからないとみている。

なお、「戦力」に至らない程度の実力を「自衛力」あるいは「防衛力」として認め、これについては保持しうるとする自衛力による自衛権説をとる場合の自衛力の行使と交戦権の否認との関係については次節参照。

##### 限定放棄説
限定放棄説では憲法9条第2項前段の「前項の目的を達するため」を侵略戦争放棄という目的を達成するための条件を示したものとみるが、この文が句点によって区切られた憲法9条第2項後段の「国の交戦権は、これを認めない」の文言にまでかからないのではないかという問題を生じる。この点については、限定放棄説から、「交戦権」の内容を「国際法において交戦国に認められている権利」と解釈し、憲法9条2項後段の交戦権の否認については、あえて他の国家に対して国際法上の交戦権を主張しない趣旨であるとみる説がある。一方でこのような解釈とは異なり、そのまま「前項の目的を達するため」の文は後段の「国の交戦権は、これを認めない」の部分にまでかかり、交戦権の否認も侵略戦争放棄という目的を達成するための限定的なものとなるとする説もある。この説によれば、憲法第9条第2項後段は、万が一、侵略的な行動を犯した場合にも交戦国の権利を主張できないという趣旨であるとの帰結となり、二重に侵略行動を抑圧するものであるとする。なお、前述のように、政府見解は基本的には遂行不能説と同様の法解釈に立ちつつ「前項の目的を達するため」の文は憲法9条第2項後段の「国の交戦権は、これを認めない」の文にまでかからないとした上で、交戦権は全面的に否認されているが交戦権とは区別される自衛行動権（自衛権の行使として自国に対する急迫不正の武力攻撃を排除するために行われる必要最小限度の実力を行使する権利）については憲法上否認されていないと解釈する。
一般に限定放棄説からは「交戦権」を「広く国家が戦争を行う権利」と解釈すると結局のところ全面放棄となってしまうため、「交戦権」については「国際法において交戦国に認められている権利」と解釈する説とのみ結びつくと考えられている。これに対して、峻別不能説及び遂行不能説からは、「交戦権」について「広く国家が戦争を行う権利」とみる説と「国際法において交戦国に認められている権利」とみる説のいずれの説とも結びつくといわれる。

##### 峻別不能説（一項全面放棄説）
峻別不能説（一項全面放棄説）に立って、「交戦権」を「国際法において交戦国に認められている権利」とみる説からは、憲法9条2項後段は憲法9条1項の戦争の全面的放棄の裏付けとして国際法上の観点から規定されたものと説明される。また、峻別不能説（一項全面放棄説）に立って「交戦権」を「広く国家が戦争を行う権利」とみる説からは、憲法9条第1項は事実上の戦争を禁じるものであり、第2項は法上の戦争も否認するものであると説明される。

##### 遂行不能説（二項全面放棄説）
遂行不能説（二項全面放棄説）に立って、「交戦権」を「国際法において交戦国に認められている権利」とみる説からは、憲法9条2項前段は物的な面から、憲法9条2項後段は法的な面から戦争を不可能にする趣旨であると説明される。また、遂行不能説（二項全面放棄説）に立って「交戦権」を「広く国家が戦争を行う権利」とみる説からは、憲法9条2項後段は憲法9条前段の戦力不保持とあわせて一切の戦争が行えなくなったことを示すものと説明される。

#### 自衛力・防衛力との関係
憲法9条2項前段によって不保持の対象となっている「戦力」を保持することはできないが、「戦力」に至らない程度の実力（自衛力・防衛力）については保持することが認められるとする「自衛力による自衛権説」に立つ場合、その自衛力の行使と憲法9条2項後段（交戦権の否認）との関係が問題となる。この点について、自衛のための必要最小限度の自衛力の行使の関係においてのみ例外的に交戦権が存在しているとみる見解 がある一方、政府見解のように憲法9条2項前段の「前項の目的を達するため」は憲法9条2項後段（交戦権の否認）にはかからないので交戦権は全面的に否認されているが、交戦権とは区別される自衛行動権については憲法上否認されていないとみる見解 もある。この点について、昭和44年の参議院予算委員会において高辻正己内閣法制局長官（当時）は「あくまでも憲法の第九条二項が否認をしている交戦権、これは絶対に持てない。しかし、自衛権の行使に伴って生ずる自衛行動、これを有効適切に行なわれるそれぞれの現実具体的な根拠としての自衛行動権、これは交戦権と違って認められないわけではなかろうということを申し上げた趣旨でございますので、不明な点がありましたら、そのように御了解を願いたいと思います」 と述べている。
なお、自衛行動の範囲、自衛のための武力行使の要件についての政府の憲法解釈は2014年7月に変更されている。

##### 自衛行動の地理的範囲
政府見解では我が国が自衛権の行使として我が国を防衛するため必要最小限度の実力を行使することのできる地理的範囲は、必ずしも我が国の領土、領海、領空に限られるものではなく、自衛権の行使に必要な限度内で公海・公空に及ぶとする。
また、武力行使の目的をもって自衛隊を他国の領土、領海、領空に派遣することは、一般に自衛のための必要最小限度を超えるものであって、憲法上許されないが、わが国に対して急迫不正の侵害が行われ、その侵害の手段としてわが国土に対して誘導弾等による攻撃が行われた場合に、その攻撃を防ぐのに必要最小限度の措置をとること、たとえば誘導弾等による攻撃を防御するのに、他に手段がないと認められる限り、誘導弾等の基地をたたくということは、法理的には自衛の範囲に含まれ可能であるとする。

##### 保有しうる兵器の範囲
政府見解では性能上専ら他国の国土の潰滅的破壊のためにのみ用いられる兵器については、いかなる場合においても、これを保持することが許されないとし、例えばICBM、長距離戦略爆撃機、攻撃型空母については保有することが許されないとする。
一方、兵器の範囲が自国防衛のみに限定されるという制約は、日本が防御や隠密性に優れた兵器開発に力を注ぐ事となったとして、CNNはこの制約がむしろ日本の戦力をさらに強化するのに役立ったという見方があると報じた。

##### 戦時国際法及び国際人道法の適用
交戦権の否認との関係で戦時国際法及び国際人道法の適用が議論されることがあるが、1978年（昭和53年）の衆議院内閣委員会において真田秀夫内閣法制局長官（当時）は「憲法の制約内における実力行使はできるわけでございますから、その実力行使を行うに際して既述されている戦時国際法規は適用があります。たとえば、侵略軍の兵隊を捕虜にした場合にはその捕虜としての扱いをしなければならないというようなことは当然適用があるということでございます」 と述べている。また、同委員会において柳井俊二外務省条約局法規課長（当時）は「一九四九年のいわゆるジュネーブ諸条約その他条約がございまして、これはわが国も締約国になっておりますし、これらの条約に規定されましたところのもろもろのルールというものはわが国についても適用があるというふうに考えております」 と述べている。さらに、平成2年の国際連合平和協力に関する特別委員会において柳井俊二外務省条約局長（当時）は「我が国が紛争当事国にならない場合におきましては、自衛官もあるいは文民もいわゆる第四条約、これは戦時における文民の保護に関する千九百四十九年のジュネーヴ条約でございますが、この文民の保護に関する条約のもとで保護を受けるということでございまして、この場合におきましては、自衛官の場合もあるいはそれ以外の文官の場合も特に変わりなく人道的な保護を受けるということでございます。（中略）このようなことは実際上は余り考えにくいわけでございますけれども、ある国が我が国をいわば紛争当事国とみなすというようなことを全く理論的に考えました場合におきましては、この自衛官は国際法上軍人とみなされますから捕虜の待遇を受けるわけでございます。この場合におきましては、ヘーグ条約あるいは捕虜の待遇に関する千九百四十九年のジュネーヴ条約の保護を受けます。そして文民の方々は、先ほど挙げましたジュネーブ第四条約、文民の保護に関する条約の保護を受けることになります」と述べている。

### 憲法改正権との関係
- 憲法改正無限界説

憲法改正に限界はないとする説からは憲法9条も当然に改正しうるとする。
- 憲法改正限界説
  - 憲法改正には限界があるが、国民主権原理のみが憲法改正の限界にあたるとし、憲法9条は憲法改正の限界に含まれない（憲法9条第1項の「永久に」に法的意味はなく国家の方針を示した宣言的文言である）とする説[317]
  - 憲法改正には限界があり、憲法9条第1項については憲法改正の限界に含まれるとみる説[318]
  - 憲法改正には限界があり、憲法9条第1項・第2項ともに憲法改正の限界に含まれるとみる説[319]

## 有権解釈

### 政府における解釈
政府見解は憲法9条第1項では自衛戦争は放棄されていないが、第2項の戦力不保持と交戦権の否認の結果として全ての戦争が放棄されているとする立場をとりつつ、交戦権を伴う自衛戦争と自衛権に基づく自衛行動とは異なる概念であるとし、このうち自衛権に基づく自衛行動について憲法上許容されているとの解釈をとるに至っている。

#### 「戦力」についての政府解釈
憲法学者からは「戦力」概念について政府見解の変遷が指摘されることがある。憲法制定当初、政府は、憲法は一切の軍備を禁止し、自衛権の発動としての戦争をも放棄したものとしていた。しかし、朝鮮戦争に伴う日本再軍備とともに、自衛のための必要最小限度の実力を保持することは憲法上禁止されておらず、自衛隊は必要最小限度の「実力」であって、憲法で禁止された「戦力」には当たらず、その「実力」を超えるものが「戦力」に当たるとするに至っている。

#### 政府見解

##### 交戦権と自衛行動
なお、2014年、閣議決定により、密接な関係にある他国への攻撃であり、国民の生命、自由及び幸福追求の権利が根底から覆される明白な危険がある場合などに限って必要最小限度の範囲で集団的自衛権も行使可能とする政府見解の見直しが行われている 。

##### 自衛官と国際法上の地位
防衛省・自衛隊は『防衛白書』の「2　憲法第9条の趣旨についての政府見解」でこう述べている。「わが国が憲法上保持できる自衛力は、自衛のための必要最小限度のものでなければならないと考えられている」。具体的にはその最小限度は、国際情勢や軍事技術などの諸条件に影響されており、毎年度の予算などの審議を通じて国民代表者（国会）が判断する。「憲法第9条第2項で保持が禁止されている「戦力」にあたるか否かは、わが国が保持する全体の実力についての問題」であり、個々の兵器については全体の実力の最小限度を超えてはならない。
ただし兵器の中でも、主に「相手国国土の壊滅的な破壊のためにのみ用いられる、いわゆる攻撃的兵器」──例えば大陸間弾道ミサイル（ICBM）、長距離戦略爆撃機、攻撃型空母など──は「直ちに自衛のための必要最小限度の範囲を超える」ため、「いかなる場合にも許されない」。
「自衛権を行使できる地理的範囲」については「一概には言えない」が、「武装した部隊を他国の領土・領海・領空に派遣するいわゆる海外派兵は、一般に、自衛のための必要最小限度を超えるものであり、憲法上許されないと考えられている」。また「自衛権」と「交戦権」は別であり、「自衛権の行使にあたっては、わが国を防衛するため必要最小限度の実力を行使することは当然」とされている。例えば「自衛権の行使」として相手国兵力の殺傷と破壊を行う場合、（外見的には同様であっても）それは「交戦権の行使」とは別である。「ただし、相手国の領土の占領などは、自衛のための必要最小限度を超えるものと考えられるので、認められない」。

### 判例
自衛隊の憲法9条に対する合憲性について直接判断した最高裁の判例は未だ存在しない。下級裁においては長沼ナイキ事件（札幌地裁）、航空自衛隊イラク派遣違憲訴訟（名古屋高裁）の2例がある。

#### 時間的適用範囲
1951年（昭和26年）11月28日、最高裁判所大法廷判決。遡及効の否定。
- 憲法9条の規定は将来に対する宣言であり、制定前の戦時中の収賄行為について戦時刑事特別法を適用するかの判断には関係しない。

#### 砂川事件
1959年（昭和34年）12月16日、最高裁判所大法廷判決（この判決が示されるに当たり、アメリカの圧力があった事が判明している）
- 憲法9条はわが国が主権国として持つ固有の自衛権は何ら否定していない。
- 憲法9条はわが国がその平和と安全を維持するために他国に安全保障を求めることを何ら否定していない
- 憲法9条2項にいう「戦力」とは、わが国がその主体となってこれに指揮権、管理権を行使する戦力をいう
- 外国の軍隊は憲法9条2項にいう「戦力」に該当しない
- （旧）日米安全保障条約は憲法9条に一見極めて明白に違反するということはできない

#### 百里基地訴訟
1989年（平成元年）6月20日、最高裁判所第三小法廷判決
- 憲法9条は私法上の行為に直接適用されるものではない
- 国が行政の主体としてでなく私人との間で個々的に締結する私法上の契約は、当該契約がその成立の経緯及び内容において、実質的にみて公権力の行使の発動たる行為と何ら変わらないといえるような特段の事情のない限り、憲法9条の直接適用を受けない

#### 沖縄代理署名訴訟
1996年（平成8年）8月28日、最高裁判所大法廷判決
- 現行日米安全保障条約は憲法9条に一見極めて明白に違反するということはできない
- 駐留軍用地特措法は憲法9条に違反しない

## 第9条をめぐる歴史
- 1946年11月03日 - 日本国憲法公布
- 1947年05月03日 - 日本国憲法施行
- 1950年06月25日 - 朝鮮戦争が勃発
- 1950年08月10日 - 警察予備隊設置
- 1951年09月08日 - サンフランシスコ平和条約調印、日米安全保障条約調印
- 1952年04月26日 - 海上警備隊設置
- 1952年08月01日 - 保安庁設置
- 1952年10月15日 - 警察予備隊を保安隊に改組
- 1954年03月08日 - 日米相互防衛援助協定（MSA協定）締結
- 1954年07月01日 - 防衛庁設置、保安隊を自衛隊に改組
- 1960年01月19日 - 新日米安全保障条約調印
- 1992年06月15日 - PKO協力法成立
- 1999年05月28日 - 周辺事態に際して我が国の平和及び安全を確保するための措置に関する法律（周辺事態法）制定
- 2003年06月06日 - 有事関連3法成立。
- 2004年06月14日 - 有事関連7法成立。
- 2005年10月28日 - 自民党の新憲法草案が発表される。自民党の新憲法草案第9条では、第1項は変えずに、第2項に自衛軍の規定を新設している[341]。
- 2007年01月09日 - 防衛庁から防衛省に移行
- 2014年04月01日 - 閣議決定で「武器輸出三原則」を廃止して「防衛装備移転三原則」を閣議決定。
- 2014年07月01日 -これまでの内閣が認めてこなかった、一部集団的自衛権の行使を容認する憲法9条の憲法解釈を変更する閣議決定がなされた。
- 2015年09月19日 - 平和安全法制整備法・国際平和支援法成立（平和安全法制）

## 類似の憲法など
現在、同様に戦争放棄を憲法でうたっている国としてはフィリピンがある（米国占領下の1935年憲法で初出）。また、侵略戦争のみを放棄した憲法を有する国は西修の調べでは124ヶ国にのぼる。
佐藤功によれば、過去にさかのぼり平和主義を規定した憲法を分類すると、
1. 侵略戦争のみを放棄しているもの（フランス1791年憲法など）
2. 国家の政策の手段としての戦争を放棄しているもの（スペイン1931年憲法など）
3. 国際連盟規約に従うべきとしているもの（シャム1932年憲法など）
4. 国際紛争の解決についてまず仲裁その他の平和的な手段を試みなければならないとしているもの（ブラジル1891年憲法など）
5. 国際平和組織や集団的安全保障体制への参加を規定しているもの

がある。
- コスタリカ憲法は、軍隊の常設を禁止しているが、自衛権を明示的に認め、国家の非常時に徴兵制を敷くことも可能としている。
- アイスランドは軍を持たない。ただし、両国の軍隊不所持はアメリカ合衆国による安全保障が前提となっている。
  - アイスランドでは、2006年9月まではアメリカ軍を国内に受け入れていた。また、外務省管轄だが、アイスランド防衛庁という組織も保有している。国連の平和維持活動にも積極的に人員を派遣している。
- イタリア共和国憲法第11条は、日本国憲法第9条に極似しているが、自衛のためおよび平和維持の目的のためで、国際機関の賛同を得た場合には、軍事力の行使を許している。

## 憲法第9条と財政法第4条
出典：
財政法第4条とは、日本の財政法での以下の条文である。
- 国の歳出は、公債又は借入金以外の歳入を以て、その財源としなければならない。但し、公共事業費、出資金及び貸付金の財源については、国会の議決を経た金額の範囲内で、公債を発行し又は借入金をなすことができる。

- （第2項）前項但書の規定により公債を発行し又は借入金をなす場合においては、その償還の計画を国会に提出しなければならない。

国の財政運営に対して一定の規律を課すことで、財政の健全性を維持することを目的としている。 しかし、これは単に健全財政を唄った条文ではない。
法施行直後に出版された「財政法逐条解説」には「公債のないところに戦争はないと断言し得るのである。従って、本条は新憲法の戦争放棄の規定を裏書き保証せんとするものである」と記されている。
すなわち、財政法第4条は、憲法第9条と強く結びついており、（特に侵略）戦争遂行のための資金源を封じることで、戦争防止の役目を果たしているのである。